# Товстоног, Александр Владимирович
Александр Владимирович Товстоног (укр. Олександр Володимирович Товстоног; 14 декабря 1991, Мариуполь — 11 октября 2022, Северск) — украинский военнослужащий, старший лейтенант, участник российско-украинской войны. Герой Украины (29 сентября 2023, посмертно).

## Биография
Родился 14 декабря 1991 года в Мариуполе Донецкой области. Проживал в городе Белая Церковь Киевской области. Служил командиром инженерно-сапёрной роты группы инженерно-сапёрного обеспечения воинской части А0693.
Погиб в октябре 2022 года вблизи города Северск Донецкой области. Церемония прощания состоялась 14 октября 2023 года в Храме Покрова Пресвятой Богородицы в Белой Церкви.

## Творчество
Александр Товстоног написал книгу о Сергее Мищенко, военнослужащем, уничтожившем в боях более 30 единиц вражеской техники. Побратимы называли его «истребителем танков». Сергей Мищенко погиб 1 декабря 2022 года и в 2023 году был удостоен звания Героя Украины. Осенью 2023 года автор искал партнёра для реализации проекта по изданию этой книги.

## Награды
- Звание «Герой Украины» с удостоением ордена «Золотая Звезда» (29 сентября 2023, посмертно) — за личное мужество и героизм, проявленные в защите государственного суверенитета и территориальной целостности Украины, верность военной присяге[5][6][7].